# Idahoa
Idahoa es un género monotípico de plantas de flores de la familia Brassicaceae. Su única especie, Idahoa scapigera, es nativa de América del Norte occidental desde British Columbia a California y Montana donde crece generalmente en las montañas y colinas. 
Es una hierba anual pequeña que crece de una roseta basal de hojas pecioladas de uno a tres centímetros de largo y lisa o lobulada a lo largo de los bordes. El tallo delgado erguido tiene una altura máxima cerca de diez centímetros. Cada uno soporta una sola pequeña flor con pétalos de color blanco sobre el color rojo-púrpura de los sépalos. El fruto es una cápsula plana y redonda con forma de disco o algo ovalada, y de 6 a 12 milímetros de ancho. Cuando la fruta verde se seca forma una capa de color gris o blanco.